# 茲爾瓦尼齊亞 (佐洛喬夫區)
49°46′10″N 24°58′47″E / 49.76944°N 24.97972°E
茲爾瓦尼齊亞（烏克蘭語：Зарваниця），是烏克蘭西部的村莊，隸屬利維夫州的佐洛奇夫區。該村始建於1890年，面積0.68平方公里，海拔高度286米，2001年人口265。